# پنج‌قلوی استفان
پنج‌قلوی استفان (انگلیسی: Stephan's Quintet)، عبارت است از پنج کهکشان که در صورت فلکی اسب بالدار دیده می‌شوند. این گروه از کهکشان‌ها در سال ۱۸۷۷ توسط ادوارد استفان در رصدخانه مارسی کشف شد. درخشان‌ترین عضو این گروه، ان‌جی‌سی ۷۳۲۰ است. این مجموعه کهکشانی فشرده، در صورت فلکی اسب‌ بالدار واقع شده و متشکل از پنج کهکشان است که چهار مورد از آن‌ها به هم نزدیک هستند و انتظار می‌رود با یکدیگر ادغام شوند. در تصویری که جیمز وب از پنج قلوی استفان گرفته است، پنج کهکشان را می‌بینیم که چهار مورد آنها با هم در تعامل هستند.
| نام                          | نوع          | بعد (J2000)   | میل (J2000)   | انتقال به سرخ (km/s) | قدر ظاهری |
| ---------------------------- | ------------ | ------------- | ------------- | -------------------- | --------- |
| ان‌جی‌سی ۷۳۱۷                  | E4           | 22h 35m 51.9s | ‏ ۴۲″ ۵۶′ ‎+۳۳° | ۶۵۹۹ ± ۲۶            | +۱۴٫۶     |
| ان‌جی‌سی ۷۳۱۸ای (یوجی‌سی ۱۲۰۹۹) | E2 pec       | 22h 35m 56.7s | ‏ ۵۶″ ۵۷′ ‎+۳۳° | ۶۶۳۰ ± ۲۳            | +۱۴٫۳     |
| ان‌جی‌سی ۷۳۱۸بی (یوجی‌سی ۱۲۱۰۰) | SB(s)bc pec  | 22h 35m 58.4s | ‏ ۵۷″ ۵۷′ ‎+۳۳° | ۵۷۷۴ ± ۲۴            | +۱۳٫۹     |
| ان‌جی‌سی ۷۳۱۹                  | SB(s)bc pec  | 22h 36m 03.5s | ‏ ۳۳″ ۵۸′ ‎+۳۳° | ۶۷۴۷ ± ۷             | +۱۴٫۱     |
| ان‌جی‌سی ۷۳۲۰سی                | (R)SAB(s)0/a | 22h 36m 20.4s | ‏ ۰۶″ ۵۹′ ‎+۳۳° | ۵۹۸۵ ± ۹             | +۱۶٫۷     |